# 정읍남초등학교
정읍남초등학교는 대한민국 전북특별자치도 정읍시 시기동에 있는 초등학교이다.

## 학교 연혁
- 1959. 07. 16 정읍남국민학교 개교 (10학급편성)
- 1976. 10. 28 도교육청지정 생활지도 연구학교 공개
- 1977. 11. 02 도교육청지정 환경관리 연구학교 공개
- 1995. 10. 31 도교육청지정 식생활 시범학교 공개
- 2022. 01. 03 제61회 51명 졸업(총 11,063명)
- 2022. 03. 01 초등 15학급편성(특수학급 포함), 유치원 2학급 편성